# Sarah J. Maas
Sarah Janet Maas (New York, 5 marzo 1986) è una scrittrice statunitense.

## Biografia
Laureata nel 2008 a pieni voti, presso l'Hamilton College di Clinton, in scrittura creativa, è sposata e vive in Pennsylvania.
La Maas inizia a scrivere alcuni capitoli de Il trono di Ghiaccio a sedici anni, pubblicandoli sul sito FictionPress.com; presto diventa una delle storie più seguite. Nel 2008 vengono rimossi dal sito, in quanto l'autrice prova a far pubblicare il romanzo dalle case editrici. È solo nel 2010 che il libro è pubblicato dalla Bloomsbury, al quale negli anni successivi si aggiungono i numerosi sequel.
La saga è stata pubblicata in altri quindici paesi e tradotta in ventitré lingue diverse. Il secondo libro della serie, La corona di Mezzanotte, è stato classificato dal New York Times come bestseller del genere young adult.

## Opere

### Serie Il Trono di Ghiaccio
1. Il trono di ghiaccio (Throne of Glass, 2012), trad. Francesca Novajra e Giovanna Scocchera, Collana Chrysalide, Milano, Mondadori, 2013, ISBN 978-88-046-2770-8.
2. La corona di mezzanotte (Crown of Midnight, 2013), trad. Francesca Novajra, Collana Chrysalide, Milano, Mondadori 2014, ISBN 978-88-046-4081-3.
3. La corona di fuoco (Heir of Fire, 2014), trad. Francesca Novajra, Collana Chrysalide, Milano, Mondadori, 2016, ISBN 978-88-046-6180-1.
4. Regina delle ombre (Queen of Shadows, 2015), trad. Elisa Leonzio, Giovanna Scocchera e Claudia Valentini, Collana Oscar fantastica, Milano, Mondadori, 2018, ISBN 978-88-047-0647-2.
5. L'impero delle tempeste (Empire of Storms, 2016), trad. Elisa Leonzio e Claudia Valentini, Collana Oscar fantastica, Milano, Mondadori, 2019, ISBN 978-88-047-1814-7.
6. La Torre dell'alba (Tower of Dawn, 2017), trad. Elisa Leonzio e Claudia Valentini, Collana Oscar fantastica, Milano, Mondadori, 2020, ISBN 978-88-047-2858-0.
7. Il regno di cenere (Kingdom of Ash, ottobre 2018), trad. Claudia Valentini ed Elisa Leonzio, Collana Oscar fantastica, Milano, Mondadori, 2021, ISBN 978-88-047-4207-4.

#### Prequel
I prequel sono stati pubblicati prima singolarmente in formato e-book nel 2013, poi in formato cartaceo nella raccolta La lama dell'assassina (The Assassin's Blade) nel 2014.
1. La lama dell'assassina (The Assassin's Blade), Collana Oscar fantastica, Milano, Mondadori, 2016, ISBN 978-88-046-7410-8. [prequel]

- L'assassina e il signore dei pirati (The Assassin and the Pirate Lord, 2013), Mondadori, 2013.
- L'assassina e la guaritrice (The Assassin and the Healer, 2013), in La lama dell'assassina, Milano, Mondadori, 2016.
- L'assassina e il deserto (The Assassin and the Desert, 2013), Mondadori, 2013.
- L'assassina e il male (The Assassin and the Underworld, 2013), Mondadori, 2013.
- L'assassina e l'impero (The Assassin and the Empire, 2013), Mondadori, 2013.

### Serie della corte di spine e rose
- La corte di rose e spine (A Court of Thorns and Roses, 2015), trad. Vanessa Valentinuzzi, Collana Chrysalide, Milano, Mondadori, 19 marzo 2019, ISBN 978-88-047-0317-4.
- La corte di nebbia e furia (A Court of Mist and Fury, 2016), trad. Lia Desotgiu, Milano, Mondadori, 18 giugno 2019, ISBN 978-88-047-0645-8.
- La corte di ali e rovina (A Court of Wings and Ruin, 2017), trad. Vanessa Valentinuzzi, Collana Chrysalide, Milano, Mondadori, 17 settembre 2019, ISBN 978-88-047-0646-5.
- Una corte di gelo e stelle (A Court of Frost and Starlight, maggio 2018), in Una corte di rose e spine. Trilogia, trad. Lia Desotgiu, Collana Oscar Draghi, Milano, Mondadori, 2022, ISBN 978-88-047-3667-7. [novella che si inserisce tra la fine della prima trilogia e i prossimi libri con protagonisti il resto della Corte dei Sogni]
- La corte di fiamme e argento (A Court of Silver Flames, 2021), trad. Elisa Leonzio e Claudia Valentini, Collana Fantastica, Milano, Mondadori, 23 febbraio 2021, ISBN 978-88-047-3232-7.

### Serie Crescent City
- La casa di terra e sangue (House of Earth and Blood, marzo 2020), trad. Vanessa Valentinuzzi, Collana Fantastica, Milano, Mondadori, 14 luglio 2020, ISBN 978-88-047-2666-1.
- La casa di cielo e aria (House of Sky and Breath, aprile 2022), trad. Vanessa Valentinuzzi, Mondadori, 12 aprile 2022, ISBN 978-8804749325
- La casa di fiamma e ombra (House of Flame and Shadow, gennaio 2024), trad. Vanessa Valentinuzzi, Mondadori, 30 gennaio 2024, ISBN 978-8804760498

### Altre opere
- The Starkillers Cycle
- Throne of Glass Coloring Book
- A Court of Thorns and Roses Coloring Book
- Twilight of the Gods (WIP)[senza fonte]